# چارلز فردریک ورث
چارلز فردریک وُرث (به انگلیسی: Charles Frederick Worth) (۱۳ اکتبر ۱۸۲۵ – ۱۰ مارس ۱۸۹۵) طراح لباس سرشناس انگلیسی بود که در نیمه دوم قرن نوزدهم صنعت مد پاریس را در دست داشت. به همین دلیل به او لقب احترام‌آمیز «پدر طراحی سطح عالی لباس زنانه» را داده‌اند.

## زندگی‌نامه
ورث در بورن در لینکلنشایر انگلستان به دنیا آمد. او در سال ۱۸۴۵ به پاریس رفت و در شرکت فروشنده پوشاک گجلین به کار مشغول شد. او پس از ارتقاء در این شرکت، یک بخش کوچک خیاطی زنانه را برای آن راه‌اندازی کرد. ورث با ارائه مدل‌هایی در نمایشگاه بزرگ لندن (۱۸۵۱) و نمایشگاه جهانی پاریس (۱۸۵۵)، به اعتبار و شهرت شرکت کمک کرد. او سرانجام در سال ۱۸۵۸ با کمک یک شریک تجاری، شرکت خود را افتتاح کرد.
پس از به‌قدرت رسیدن ناپلئون سوم در سال ۱۸۵۲ و بازگشت پاریس به شکوه و عظمت، او توانست با حمایت‌های ملکه، جایگاه خود را به عنوان یک طراح مشهور لباس‌های زنانه، از سال ۱۸۶۰ به بعد استوار سازد. پس از سال ۱۸۷۰، بارها نام ورث در مجله‌های مد روز مطرح شد و شهرت او در میان زنان خارج از دربار نیز فزونی یافت.
به مرور پوشاک ورث در میان مشتریان ثروتمند آمریکایی، اشراف‌زاده‌های اروپایی و نیز ستارگان تئاتر و موسیقی از محبوبیت بسیاری برخوردار شدند. ورث سالن مد خود را با نام «خانهٔ ورث» (House of Worth) در ربع آخر قرن نوزدهم افتتاح کرد.
او ارتباط مشتری و خیاط را داد. با سیستم ورث، مشتریان به سالن مد او می‌آمدند تا اندازه‌های آنان گرفته شود. علاوه بر این او برای اولین بار از مانکن‌های زنده برای نمایش لباس‌ها استفاده کرد. 
یکی از ابداعات مهم ورث چارچوب‌های زیر دامن بود. با این اختراع نیاز به پارچه لباس‌ها کمتر و لباسهاسبک‌تر شدند. کار مهم دیگر ورث کوتاهتر کردن بلندی دامن بود.
ورث در سال ۱۸۸۰ در سن ۵۵ سالگی بازنشسته و در ۶۹ سالگی درگذشت.

## نگارخانه

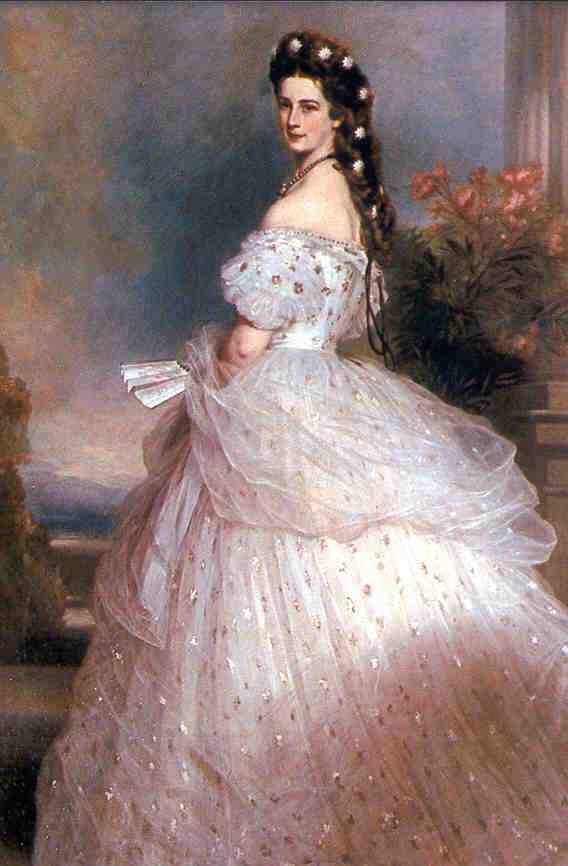
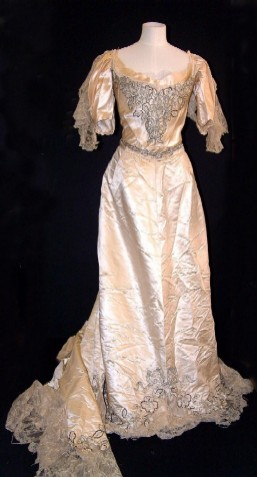
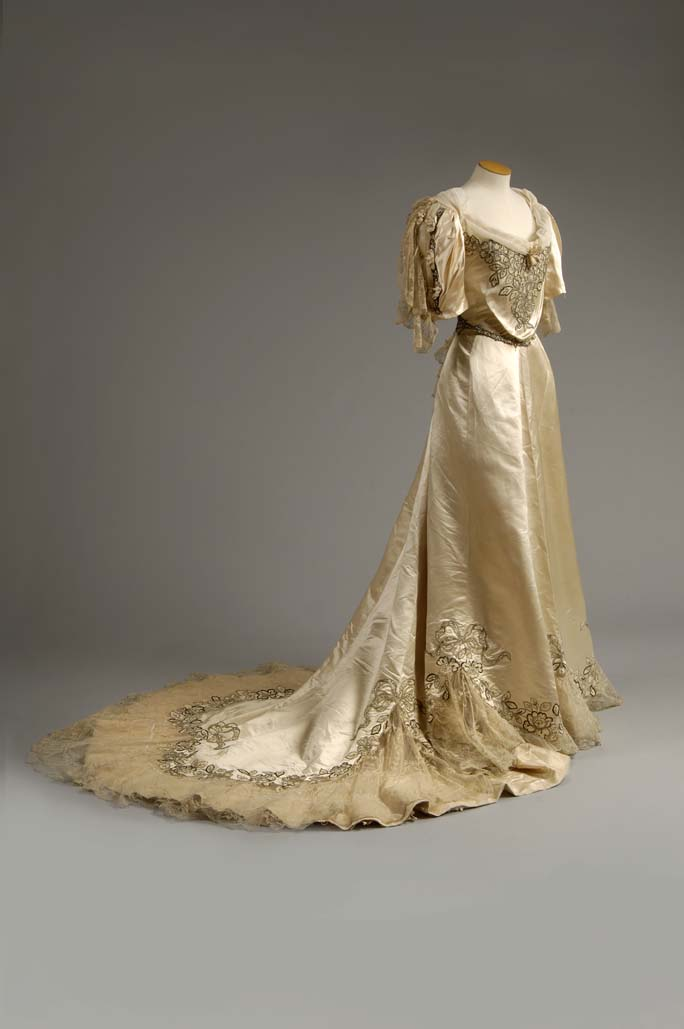